# Kadłub statku wodnego

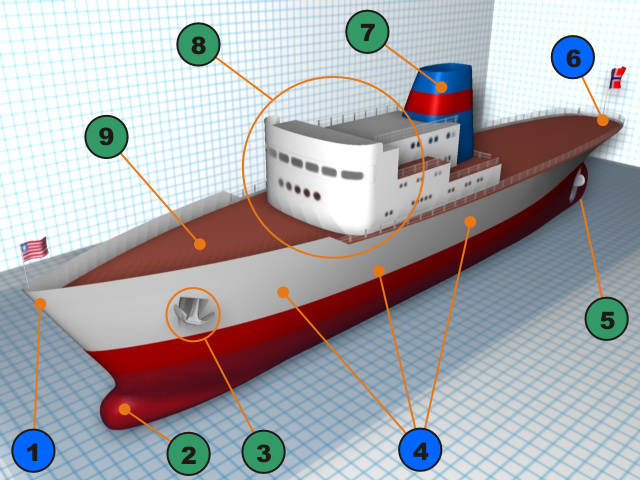
Kadłub dużego statku:
1 – dziób
2 – gruszka dziobowa, przedłużenie kilu przed dziobnicę
3 – kluza kotwiczna
4 – burta
5 – śruba napędowa i płetwa steru (nie będące częścią kadłuba)
6 – rufa
7 – komin
8 – nadbudówka
9 – pokład

Kadłub statku wodnego – konstrukcja przestrzenna jednostki pływającej nadająca jej kształt oraz zapewniająca pływalność. Kształt i wytrzymałość kadłuba zależą od przeznaczenia jednostki i wymogów określonych przepisami (np. towarzystw klasyfikacyjnych).

## Materiały stosowane do budowy kadłuba[1]
Do budowy kadłubów statków wykorzystuje się:
- stal – wykorzystywana jest tzw. stal okrętowa (nazywana też spawalną lub uspokojoną) dwóch podstawowych rodzajów: stal zwykła i stal podwyższonej wytrzymałości. Stal stosowana do budowy kadłubów musi posiadać certyfikat nadzorującego budowę towarzystwa klasyfikacyjnego;
- lekkie stopy aluminium (np. hydronalium);
- laminaty – połączenie włókna szklanego, aramidowego bądź karbonizowanego z żywicami poliestrowymi, epoksydowymi lub winylowymi. Obecnie z laminatów wytwarzane jest 90% jachtów na świecie;
- technologie przekładkowe – w tym przypadku poszyciem kadłuba jest rdzeń oblaminowany obustronnie. Rdzeniem mogą być przeróżne pianki konstrukcyjne albo drewno (najczęściej są to lekkie i dość odporne gatunki drewna: cedr lub balsa);
- drewno – drewnem szkutniczym są trwałe i mocne gatunki (np. dąb, modrzew, sosna, mahoń). Drewno szkutnicze musi cechować się wilgotnością mniejszą niż 20% oraz brakiem sęków, pęknięć, zagrzybień, twardzicy itp. Współcześnie elementy bardzo wygięte składa się z wielu kawałków lub klei z cienkich desek lub listew, jednak w przeszłości, przy braku odpowiedniej technologii łączenia, stosowano materiał naturalnie uformowany w pożądany kształt. Zdarzało się również, że rosnące drzewa formowano z myślą uzyskania odpowiednich do konstrukcji kadłuba krzywizn. Istnieje kilka technik konstruowania kadłubów drewnianych:
  - konstrukcje sklejkowe – kadłuby wykonuje się ze sklejki szkutniczej lub (częściej) wodoodpornej. Niekiedy z zewnątrz dla wzmocnienia i uzyskania lepszej ochrony przed wodą kadłuby są oblaminowywane (zbrojenie i żywica);
  - konstrukcje tradycyjne – do tej grupy zaliczane jest poszycie karawelowe, klinkierowe, diagonalne oraz listewkowe;
  - konstrukcje kompozycyjne – poszycie stykowe oraz zestaw trzonowy wykonany z drewna. Elementy szkieletu kadłuba, takie jak wręgi czy denniki są stalowe;
  - konstrukcje skorupowe – poszycie wykonane z grubych obłogów formowanych na kopycie;
- siatkobeton – kadłub wykonany jest z wielu warstw cienkich siatek przesączonych specjalnie przygotowanym betonem (odpowiedniej wielkości kruszywo, mało wody, zamiast niej plastyfikatory oraz wysoko wytrzymały cement);
- szkłocement – siatkobeton w połączeniu ze specjalnym zbrojeniem z włókien.

Stosowane materiały różnią się właściwościami mechanicznymi. Do ich scharakteryzowania stosuje się kilka wielkości. Główne z nich to gęstość, sprężystość, wytrzymałość udarowa oraz odporność na zmęczenie materiału.
Gęstość determinuje głównie miejsce zastosowania. Z reguły poszycie oraz szkielet wykonuje się z materiałów lekkich, natomiast te o dużej gęstości znajdują zastosowanie w produkcji okuć i elementów przenoszących duże naprężenia ściskające, rozciągające i ścinające. Wyjątkowo gęste materiały, jak np. ołów, wykorzystywane są do wytwarzania balastu lub miecza.
Sprężystość charakteryzuje zdolność powrotu do pierwotnego kształtu po usunięciu działającej siły. Wyraża się ją poprzez moduł Younga. Zbyt sztywne konstrukcje kadłuba narażone są na uszkodzenia w wyniku uderzeń o fale, natomiast zbyt elastyczne są trudne w sterowaniu.
Wytrzymałość udarowa określa zdolność materiału do pochłaniania energii. Jest istotna wtedy, gdy na konstrukcję działa duża siła. Im wyższa wytrzymałość udarowa, tym wyższe naprężenia potrzebne do trwałego uszkodzenia.
Jednym z najistotniejszych parametrów materiału jest odporność na zmęczenie materiałowe. Długotrwałe, okresowo działające siły na konstrukcję kadłuba powodują powolne niszczenie materiału, niewidoczne gołym okiem. Powoduje to drastyczny spadek wytrzymałości udarowej wraz ze starzeniem się materiału. Najbardziej narażone na to zjawisko są metale oraz laminaty, najmniej drewno.
W budowie kadłuba można wymienić trzy główne elementy: szkielet, poszycie oraz pokład.

## Kadłub drewniany[2][3]
Historycznie drewno było pierwszym materiałem wykorzystywanym do budowy kadłubów. Z drewna wykonywano zarówno poszycie, jak i elementy szkieletu. Do celów konstrukcyjnych nadaje się przesuszona biel oraz twardziel drzew iglastych. Drewno jako materiał charakteryzuje się wieloma zaletami: lekkością, elastycznością, dobrą izolacją cieplną, łatwą obróbką, dużą wytrzymałością połączeń klejonych oraz estetycznym wyglądem. Mimo to, wykorzystanie tego surowca wiąże się z kilkoma wadami, wynikającymi głównie z jego roślinnego pochodzenia. Należy do nich zaliczyć skłonność do pękania, występowanie sęków osłabiających materiał, konieczność sezonowania po ścięciu, odkształcanie się pod wpływem czynników atmosferycznych, występowanie procesów gnilnych, łatwopalność, mała odporność na ścieranie, duża anizotropia własności mechanicznych. Ponadto drewniane konstrukcje wymagają regularnej konserwacji. Współcześnie drewno wypierane jest przez laminaty oraz stal, czego przyczyną jest skomplikowany i długi proces budowy kadłuba drewnianego. Ponadto wymaga zatrudnienia wysoko wykwalifikowanych rzemieślników. Powyższe czynniki sprawiają, że wykonanie kadłuba z drewna jest bardzo kosztowne. Z tego powodu technika konstrukcji drewnianych kadłubów jest współcześnie sztuką. Drewniane jachty traktowane są jako unikaty i jednostki godne podziwu.
Mimo swoich wad i zalet jako materiał konstrukcyjny kadłuba drewno powszechnie stosowane jest do wykończenia wnętrz jachtów przez elementy takie jak meble, ścianki, podłogi.
Drewniane jachty budowane są przez wiele stoczni na całym świecie np. stocznie Brandsmana w Rohel. Również w Polsce wykonywano takie jednostki. Morska Stocznia Jachtowa im. Leonida Teligi w Szczecinie zaniechała konstrukcji drewnianych kadłubów w 1979 r., natomiast Stocznia Jachtowa im. J. Conrada-Korzeniowskiego w 1985 r. Za przyczynę wstrzymania konstrukcji tego typu podawano spadek popytu.

### Szkielet

Schemat szkieletu kadłuba z zaznaczonymi elementami konstrukcyjnymi:
1. stewa dziobowa, 2. wzdłużnik burtowy, 3. stępka (kil), 4. kolano poziome, 5. wzdłużnik obłowy, 6. wręg, 7. pawęż, 8. dennik, 9. pokładnik

Schemat ramy wręgowej kadłuba. 1. pokładnik, 2. wręg (bocznik żebra), 3. stępka (kil), 4. dennik
5. kolano pionowe

Szkielet kadłuba to zestaw elementów trwale ze sobą połączonych oraz nadających mu kształt oraz wytrzymałość. Stanowi ramę, do której mocowane są następnie poszycie oraz pokład. Szkielet jest również podparciem dla elementów, takich jak maszt. Budowa szkieletu różni się w zależności od wielkości, przeznaczenia oraz materiału, z którego wykonana jest jednostka. Niektóre koncepcje zawierają wiele elementów, podczas gdy inne ograniczają złożoność szkieletu do minimum. Poniżej przedstawiona została klasyczna konstrukcja szkieletu jednostki drewnianej.
Główny zespół konstrukcyjny stanowi tzw. zestaw trzonowy. W jego skład wchodzą: stępka (nazywana również kilem) przebiegająca wzdłuż diametralnej kadłuba, stewa przednia (inaczej stewa dziobowa lub dziobnica) oraz stewa tylna (stewa rufowa bądź tylnica). Dwa ostatnie elementy determinują kształt dziobu oraz rufy. Stewa rufowa w zależności od przyjętej koncepcji może łączyć się z pawężą, konchą rufową lub być pominięta. Elementy zestawu trzonowego łączy się trwale odpowiednimi węzłówkami.
Niekiedy występuje nadstępka (kilson) będącą wzmocnieniem kilu w miejscach nadmiernego obciążenia np. w miejscu osadzenia masztu. Kilson ma za zadanie rozłożyć ciężar na większą powierzchnię stępki.

#### Elementy poprzeczne szkieletu

##### Wręgi
Do zestawu trzonowego montowane są elementy poprzeczne nazywane wręgami. Stanowią one ożebrowanie kadłuba i nadają mu ostateczny kształt. Do nich mocowane jest poszycie. Istnieje kilka rodzajów wręgów.
- wręgi gięte – tradycyjnie wykonane z listew dębowych poddanych obróbce termicznej i profilowanych. Współcześnie do ich produkcji stosuje się głównie sklejki z cienkich listew. Rozwiązanie to wykorzystywane jest w małych i lekkich jednostkach.
- wręgi sztywne – w dawnych czasach nazywane „wyrośniętymi”, gdyż do ich produkcji wybierane były kawałki drewna o pożądanym, naturalnie ułożonym przebiegu słojów. Współcześnie wykorzystuje się listwy dębiny łączone i spajane wodoodpornym klejem.
- wręgi łamane – wykonane z kilku krótszych elementów, łączonych na szablonie i klejonych. Rozwiązanie stosowane na owrężach szarpie oraz skipjack.

Osobną grupę stanowią dodatkowe wręgi o podwyższonej wytrzymałości umieszczane w miejscach narażonych na duże obciążenia, takich jak miejsce mocowania podwięzi wantowych. Mogą być one wykonane ze stali i gięte bądź spawane z odcinków.

##### Denniki
Wręgi łączone są ze stępką przy pomocy denników. Wykonane mogą być one z drewna bądź metalu. W dennikach wierci się otwory nazywane szpigatami zapewniające swobodny przepływ wody wzdłuż kadłuba. W konstrukcji szkieletu małych jednostek stosuje się denniki z litego drewna, podczas gdy w dużych jachtach denniki są klejone. W miejscach wymagających dodatkowego wzmocnienia umieszcza się denniki niezwiązane z wręgami celem zwiększenia wytrzymałości dennej części kadłuba.

##### Grodzie
Do elementów poprzecznych szkieletu zalicza się również grodzie wodoszczelne oraz półgrodzie. Niekiedy elementy te wymagane są przez formuły pomiarowe, takie jak np. PRS. W przypadku małych jachtów grodzie służą głównie do zwiększenia sztywności konstrukcji.

##### Pokładniki
Wręgi od góry zamykane są poprzecznymi elementami nazywanymi pokładnikami. Ich nazwa pochodzi od mocowanego do nich pokładu. Pokładniki spoczywają na wzdłużnikach. W miejscach, gdzie wymagana jest zwiększona wytrzymałość montuje się tzw. pokładniki wzmocnione o większym przekrój. Takimi miejscami mogą być np. krawędź otworu, miejsce mocowania polera w pokładzie. Pokładniki łączone są z wręgami przy pomocy pionowych kolan drewnianych, metalowych lub z tworzyw sztucznych.
W przypadku kadłubów wyposażonych w pokładówki, pokładniki występują również na dachu kabiny. Nazywane są wtedy bimesami.
W miejscach występowania otworów w pokładzie takich jak np. kokpit, wykorzystuje się krótsze półpokładniki, które są przerwane na odcinku łączącym burty.
Wręga, dennik oraz pokładnik stanowią tzw. ramę wręgową.

#### Elementy podłużne szkieletu
Ramy wręgowe oraz zestaw trzonowy łączone są elementami podłużnymi szkieletu, przebiegającymi wzdłuż burt. Noszą one nazwę wzdłużników. Mogą być wykonane ze sklejki bądź litej dębiny. Łączenie drewna litego dokonuje się metodą tzw. długich zamków (połączenie długości 1,2 m) pamiętając, aby spojenie nie wystąpiło w miejscu podwyższonego obciążenia. Istnieje kilka rodzajów wzdłużników:
- wzdłużniki pokładnikowe – na nich spoczywają pokładniki. Wzdłużnik pokładnikowy lewej i prawej burty zbiegają się przy stewie dziobowej oraz rufowej lub pawęży, gdzie są łączone;
- wzdłużniki pokładowe – wzmacniają konstrukcję poprzez podparcie pokładników. Biegną od rufy do dziobu. Ich liczba zależy od przyjętej koncepcji;
- wzdłużniki obłowe – mocowane są wewnątrz wręgów. Ich zadaniem jest wzmocnienie konstrukcji oraz usztywnienie jej na skręcanie i zginanie. Łączone są ze stewami przy pomocy odpowiednich węzłówek;
- wzdłużniki denne – przebiegają po dennej części kadłuba. Stosuje się je głównie w konstrukcjach bezwręgowych w celu wzmocnienia konstrukcji;
- wzdłużniki odcinkowe – stanowią krótkie wzdłużniki występujące w miejscach o podwyższonym obciążeniu i wzmacniają wzdłużniki pokładowe bądź obłowe;
- wzdłużniki pośrednie – występują, podobnie jak wzdłużniki odcinkowe, w miejscach mocno obciążonych w celu ich wzmocnienia. Mogą być umieszczone po obydwu stronach dna, pojedynczo bądź parami.

#### Połączenia elementów szkieletu
Elementy konstrukcyjne szkieletu są ze sobą trwale łączone lub celowo pozostawiane bez spojenia, aby mogły pracować. Występuje wiele rodzajów łączeń w zależności od miejsca jego zastosowania oraz wymaganej wytrzymałości.
- węzłówka rufowa – nazywana kolanem rufowym bądź dejwudem. Występuje na łączeniu pawęży bądź stewy rufowej ze stępką. Na dużych jednostkach stanowi wzmocnienie pomiędzy pawężą a strzałką konchy.
- kolano – nazywane również kątnicą, wykonuje się z drewna lub stali kutej. Ma na celu łączenie oraz wzmacnianie konstrukcji, szczególnie w miejscach silnie obciążonych. Kolano może być poziome lub pionowe. W pierwszym przypadku służy do usztywniania pokładu i zapobiegania odkształceniu konstrukcji przy skręcaniu, w drugim – do wzmocnienia ramy wręgowej. Zastosowanie sklejkowego pokładu daje możliwość zrezygnowania z kolan poziomych. Dodatkowo grodzie wodoodporne działają jak kolana pionowe.
- połączenia szkutnicze – grupa wiązań elementów drewnianych w trwały i wytrzymały sposób. Istnieje wiele rodzajów połączeń szkutniczych. Wszystkie z nich opierają się na odpowiednim ukształtowaniu łączonych elementów. Możemy wyróżnić łączenia przy użyciu zaciosów, zakosów, wpustów, zamków lub tzw. „jaskółczego ogona”.

### Poszycie

Poszycie stykowe (karawelowe)

Poszycie zakładkowe (klinkierowe)

Poszycie listewkowe (słomkowe)

Poszycie diagonalne (przekątniowe)

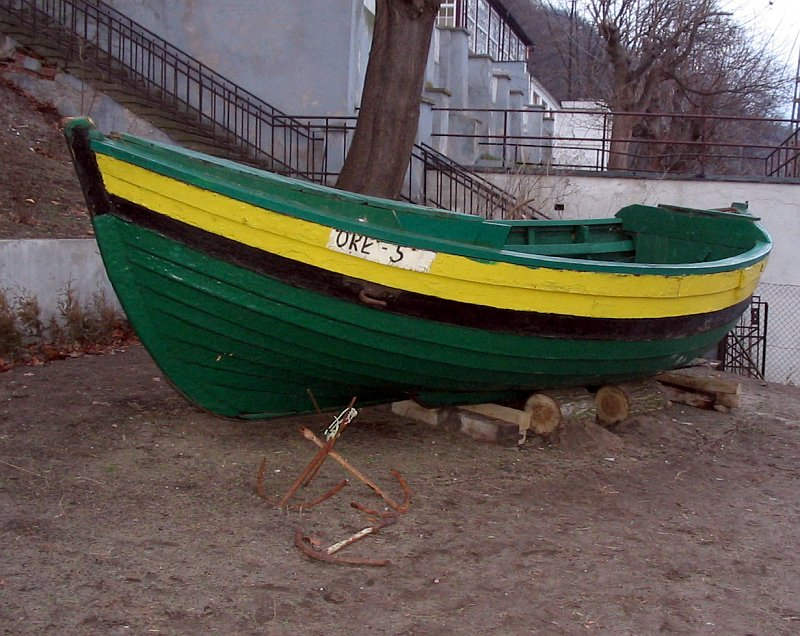
Kadłub z poszyciem zakładkowym

Do szkieletu konstrukcyjnego mocuje się poszycie, nadające ostateczny kształt kadłuba i zapewniające mu szczelność. Poszycie tworzy odpowiednio burty, obło oraz dno jednostki. W konstrukcjach drewnianych można wyróżnić cztery podstawowe metody poszywania: na styk, na zakładkę, listewkowe oraz diagonalne.

#### Stykowe
Nazywane również karawelowym. Polega na mocowaniu wzdłuż szkieletu klepek zwanych plankami, jedna obok drugiej "na styk" bez wzajemnego łączenia. Do tego celu wykorzystuje się odpowiednio profilowane, długie deski. Klepki przytwierdza się do wręgów, stępki i stewy dziobowej oraz rufowej. Jako uszczelnienie służy gruba bawełniana nić przyklejana lakierem w rowku planki. Ze względu na sposób uszczelniania, stosowane deski muszą mieć grubość nie mniejszą niż 18 mm. Niekiedy wykorzystuje się planki łączone, tzn. wzdłuż szkieletu mocuje się dwie lub więcej klepek, jedna za drugą. Wtedy łączenia pomiędzy kolejnymi deskami nie mogą występować w tym samym miejscu szkieletu po obydwu burtach. Do poszywania dna wykorzystywane są krótkie skośnie ułożone klepki. W tym przypadku nie stosuje się bawełnianego uszczelnienia, a dobiera deski tak, aby po nasiąknięciu wodą spęczniały i zapewniły dobrą szczelność. Poszycie karawelowe jest ciężkie i stosuje się je głównie w konstrukcji kadłubów okrągłodennych, rzadziej płasko- i skośnodennych. Ten typ poszycia wykorzystywany był na jachtach polskiej konstrukcji, takich jak Vega, Tomach, Opal.

#### Zakładkowe
Nazywane również klinkierowym. Jest to najstarszy sposób poszywania. Polega na mocowaniu drewnianych klepek "na zakładkę" łącząc nachodzące na siebie deski przy pomocy np. nitów. To rozwiązanie daje możliwość wykorzystania cieńszych klepek, niż w przypadku poszycia stykowego. Szerokość stosowanych desek to ok. 100 mm dla małych jachtów oraz ok. 160 mm dla większych jednostek. Szczelność w poszyciu zakładkowym zapewnione jest przez mocne dociśnięcie do siebie nachodzących klepek. Stosowane było, między innymi, w jachtach klasy Folkboat oraz drewnianych DZtach.

#### Listewkowe
Nazywane również słomkowym, "słomką" lub "słomianką". To metoda poszywania wywodząca się z Holandii i polegająca na łączeniu ze sobą poprzez klejenie bądź zbijanie cienkich listew o wysokości zbliżonej do szerokości (np. 10x15 cm). Rozwiązanie to stosuje się głównie na małych, lekkich jednostkach, jak np. Omega. W miejscach występowania znacznej wypukłości kadłuba listewki się ukosuje bądź frezuje. Poszycie słomkowe charakteryzuje się podobną wytrzymałością jak klinkierowe, czy karawelowe. Przy poszywaniu zaczyna się od burt na wysokości pokładu i układa listewki w kierunku stępki. Na końcu powstałą szczelinę zakrywa się dopasowaną deską (tzw. rybką) z wycięciem na miecz.

#### Diagonalne
Nazywane również przekątniowym. Polega na układaniu wzdłuż szkieletu kadłuba kilku warstw cienkich klepek, przy kącie krzyżowania warstw 90 lub 45 stopni. Pierwotnie stosowane było w kadłubach jednostek ratunkowych, a od połowy XX wieku zaczęło być wykorzystywane również w konstrukcji jachtów sportowych. Współcześnie może być spotykane np. w kadłubie klasy sportowej Finn. W technice poszywania przekątniowego klepki zaczyna się układać od najszerszego miejsca szkieletu, jednocześnie dla obydwu burt. Wewnętrzna deska mocowana jest pod odpowiednim kątem do stępki, natomiast zewnętrzna pod kątem 90 stopni do wewnętrznej i obie są łączone np. przy pomocy nitów do wzdłużnika.

### Kadłub skorupowy
Kadłuby skorupowe wytwarzane są głównie z dwóch typów materiałów: cienkich fornirów (oklein) oraz grubszych obłogów. Współcześnie stosuje się technologię klejenia poszycia kadłuba z warstw przy pomocy wodoodpornych klei, co zapewnia większą wytrzymałość, niż w przypadku drewna litego, mniejszą podatność na odkształcenia w wyniku działania wilgoci oraz wysoką wodoodporność. Metoda klejenia została zapożyczona z lotnictwa, gdzie wykorzystywano ją do konstrukcji kadłubów samolotów np. De Havilland Mosquito. Ponadto poszycia skorupowe upraszczają konstrukcję poprzez redukcję niezbędnych, skomplikowanych połączeń szkutniczych. Znaczny rozwój w poszyciach skorupowych nastąpił wraz z wynalezieniem żywic epoksydowych, które przy bardzo prostej metodzie nakładania zapewniają bardzo wysoką wodoodporność drewna. Jedną z metod wykorzystującą żywice jest system WEST (Wood Epoxy Saturation Technique) opracowany przez amerykańskich braci Gouegon. Łączy on technikę poszywania diagonalnego z zaletami nasycania drewna żywicą epoksydową, dając lekką oraz wytrzymałą konstrukcję. Kadłuby skorupowe są współcześnie stosowane zarówno w małych jednostkach śródlądowych, jak i większych morskich.

### Kadłub sklejkowy[4]

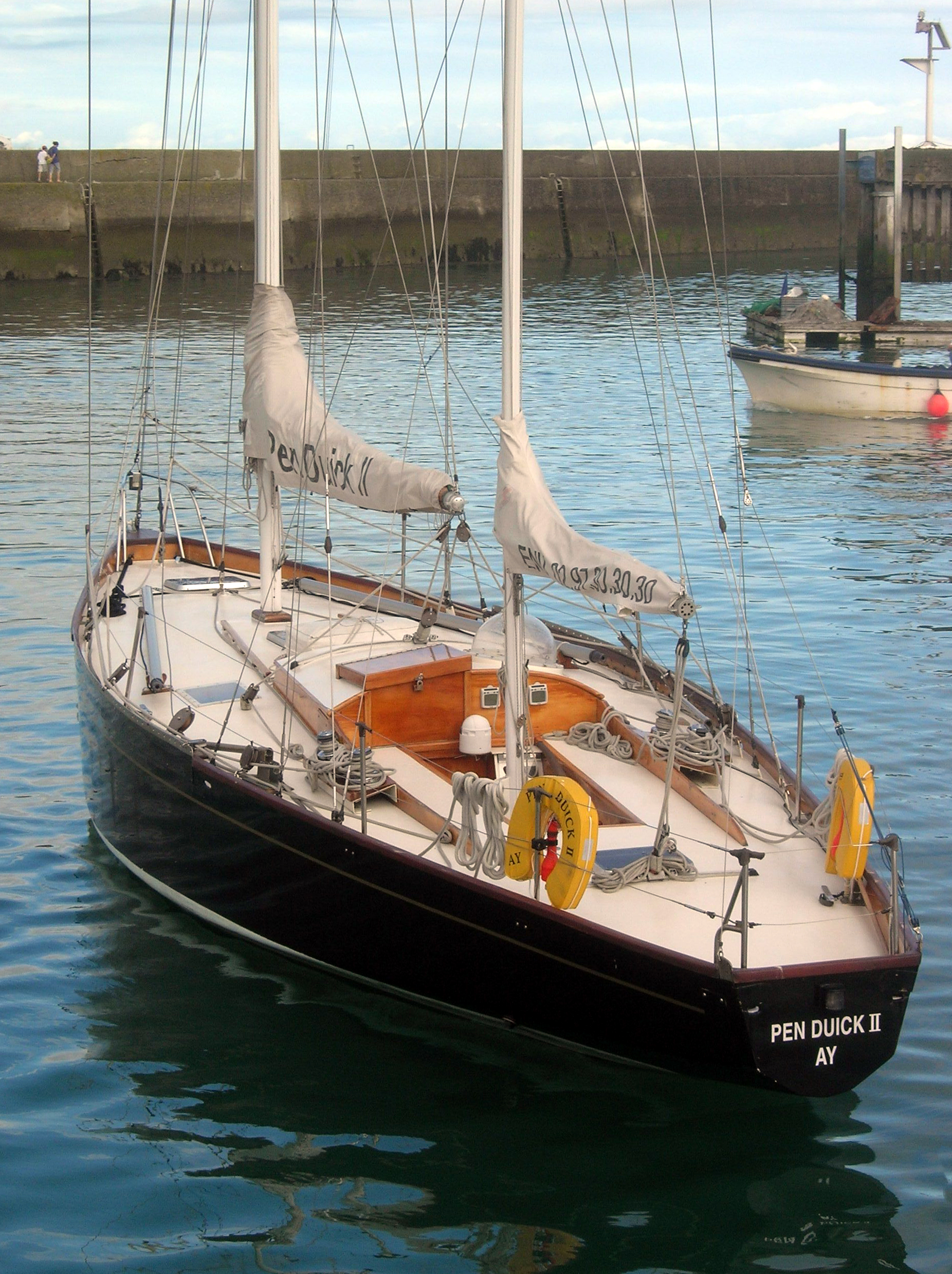
Jacht Erica Tabarly'ego Pen Duick II o sklejkowym kadłubie.

Kolejną techniką wykonywania drewnianych kadłubów jest wykorzystanie sklejki składającej się z kilku cienkich arkuszy drewna o grubości od kilku do kilkunastu milimetrów, klejonych wodoodpornym spoiwem i ułożonych tak, aby słoje pierwszej i ostatniej warstwy przebiegały w tym samym kierunku. Ma to zapobiec niepożądanemu skręcaniu się materiału. Do produkcji sklejki wykorzystywanej w szkutnictwie używa się drewna z drzew liściastych, jak np. mahoniu, gabonu, indygo. Drzewa iglaste nie znajdują zastosowania w tej branży ze względu na występowanie charakterystycznych pęknięć, powodujących nasiąkanie materiału wodą. Ponadto często wykorzystywane są tzw. sklejki bakelizowane, tj. takie, w których dodatkowo warstwy nasączone są rozrzedzonym klejem i mocno prasowane. Charakteryzują się one zwiększoną odpornością na działanie wilgoci oraz wysoką wytrzymałością. Wadą tego materiału jest utrudniona obróbka.
Cechą odróżniającą sklejki od drewna litego jest prawie całkowity brak anizotropii własności mechanicznych. Wytrzymałość litych elementów na rozciąganie jest 30-krotnie większa wzdłuż, niż w poprzek materiału. Sklejka wykazuje niemalże identyczną wytrzymałość we wszystkich kierunkach. Jej parametry techniczne silnie zależą między innymi od grubości arkuszy, rodzaju użytego drewna, liczby warstw itp. Ograniczenie stanowi fakt, iż sklejki dają się uginać jedynie pod małymi kątami, co utrudnia ich wykorzystanie przy mocno zaokrąglonych kształtach jednostki.
Jednym ze sposobów projektowania kadłuba sklejkowego jest metoda przenikających się powierzchni walcowych. W wyniku przecięcia się dwóch walców uzyskuje się kształty potrzebnych do przygotowania arkuszy stanowiących następnie dno oraz burty jednostki. W tej technice rozchylenie burt odpowiada kątowi pomiędzy osiami walców i jest on taki sam we wszystkich miejscach. Tę metodę wykorzystano do zaprojektowania jednostek, takich jak Cadet, Pessimist. Alternatywną techniką jest metoda przenikających się powierzchni stożkowych. Uzyskane przy jej pomocy przekroje charakteryzują się różnym kątem rozchylenia w każdym miejscu. W kierunku dziobu oraz rufy uzyskuje się coraz bardziej zaokrąglone kształty.
Kadłuby sklejkowe mogą występować ze wszystkimi elementami szkieletu jak wręgi, wzdłużniki, pokładniki, itp. lub mieć zredukowany szkielet np. tylko do ram wręgowych bądź grodzi. Elementy poszycia oraz szkieletu łączone są klejem wodoodpornym. Wszędzie tam, gdzie jest to możliwe, stosuje się również wzmocnienie w postaci połączeń nitowych, wkrętów lub śrub. W miejscach łączenia sklejek wykonuje się ukosowanie, nie krótsze niż 10-krotność grubości arkusza. Niekorzystne jest stosowanie nakładek, gdyż odsłonięte zakończenia włókien w drewnie powodują nasiąkanie materiału wodą. Metodą wykluczającą konieczność łączenia sklejki jest konstrukcja kadłuba z długich arkuszy sięgających od rufy do dziobu. Tego typu technikę wykorzystano w jachcie Pen Duick II Erica Tabarly'ego, słynnego samotnego żeglarza.
Konstrukcje kadłubów mniejszych jednostek mogą opierać się na zaledwie kilku elementach szkieletu. Np. jacht Ciupek zaprojektowany przez S. Workera posiada jedynie wzdłużniki oraz grodzie. Montaż takiego kadłuba polega na mocowaniu sklejek na specjalnych szablonach nadających kształt konstrukcji, a następnie ich usunięciu.
Do ciekawszych metod budowania kadłubów sklejkowych jest technika „stitch and glue” (szycia i klejenia) opracowana w połowie lat 60. przez Anglika J. Holta. Polega ona na wykonaniu serii nawierceń w miejscu łączenia elementów, a następnie przewleczenia przez otwory drutu miedzianego, którego końce są silnie skręcane. Połączenia pokrywane są od zewnątrz i od wewnątrz żywicą i włóknem szklanym. Tą metodą uzyskuje się wyższą wytrzymałość konstrukcji niż podczas tradycyjnego klejenia, czy stosowania drewnianych wstawek. „Stitch and glue” to bardzo prosta i szybka technika produkcji kadłubów sklejkowych.

## Kadłub laminatowy

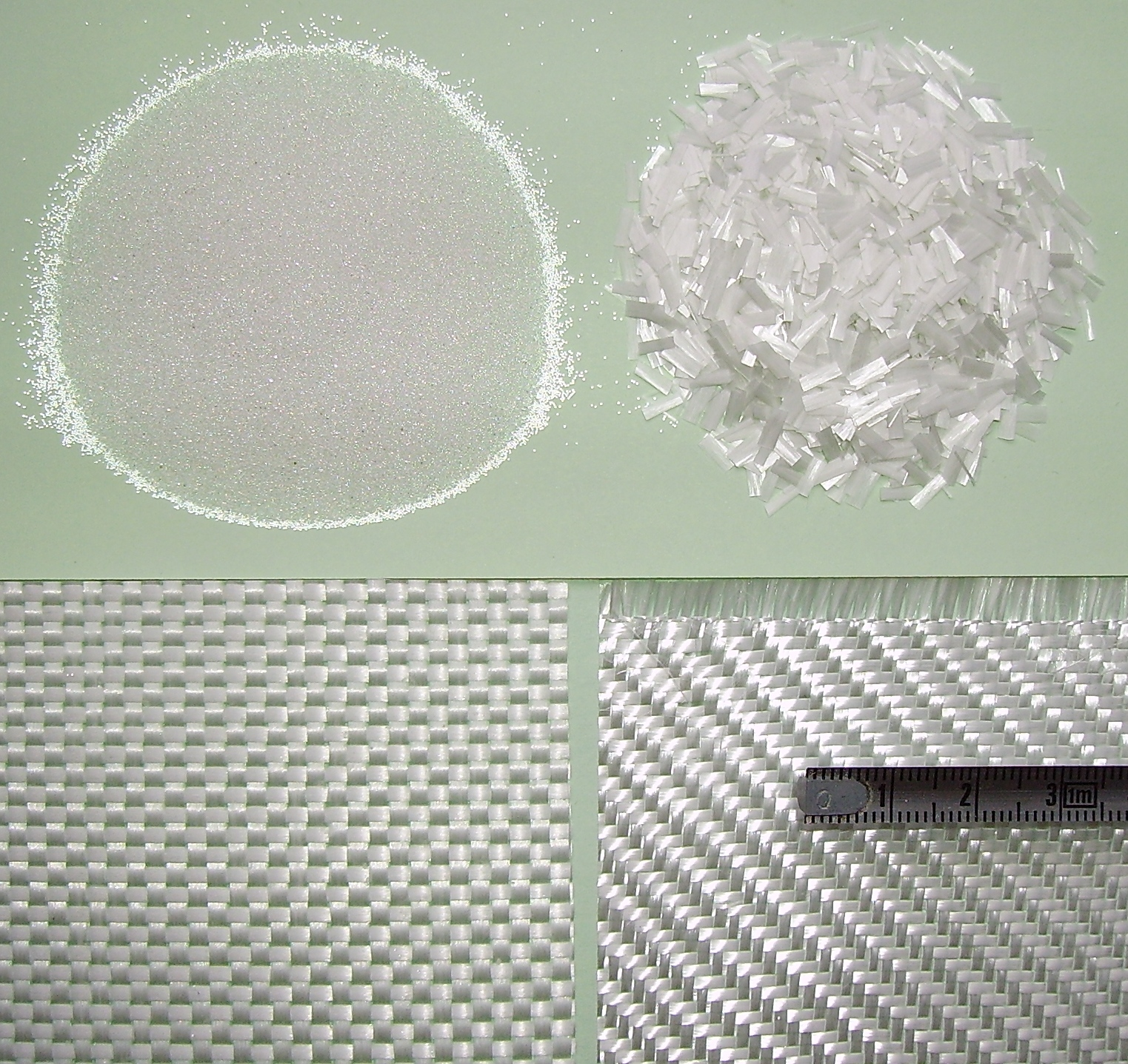
Włókno szklane stosowane do budowy kadłubów laminatowych.

Wraz z postępem technologicznym drewno oraz stosowana w szkutnictwie od początku XX wieku stal, zaczęły być wypierane przez materiały kompozytowe, potocznie nazywane później laminatami. Są to włókna bądź maty szklane, aramidowe lub karbonizowane, które nasyca się żywicami poliestrowymi, winyloestrowymi lub epoksydowymi. Powstały w ten sposób materiał wykazuje wysoką wytrzymałość mechaniczną przy względnie prostej technologii obróbki i późniejszej naprawy. W zależności od wykorzystanych w laminatach spoiw, grubości warstw, gatunku oraz parametrów włókien otrzymuje się zamierzone własności mechaniczne, które determinują późniejsze zastosowanie. Współcześnie konstrukcje laminatowe stanowią ponad 90% produkcji kadłubów. Czyni to jachty „plastikowe” najpopularniejszymi na świecie. Z czasem wykształciło się kilka głównych koncepcji konstrukcyjnych z wykorzystaniem tego materiału. Trzy główne z nich to: kadłub masywny, kadłub przekładkowy oraz kadłub dwupowłokowy.

### Kadłub masywny
W technologii konstrukcji kadłuba masywnego każdy element poszycia, szkieletu, czy pokładu wytworzony jest z kompozytów, najczęściej laminatów poliestrowo-szklanych, w procesie laminowania. Polega on na układaniu w specjalnej formie, nazywanej kopytem, kolejnych warstw zbrojenia (maty bądź włókien) i przesączanie ich żywicą. Poszczególne elementy, jak np. kadłub i pokład wykonywane są w osobnych formach nadających im ostateczny kształt. Dodatkowo w procesie laminowania może być jednocześnie nadawany pożądany kolor. Proces wytwarzania kadłubów masywnych jest żmudny i wymaga wyjątkowej staranności. Istotnym jest, aby nie pozostawiać pęcherzy powietrza podczas laminowania, gdyż obniżają one wytrzymałość mechaniczną i są potencjalnym miejscem gromadzenia się wody.
W miejscach szczególnie obciążanych często stosuje się specyficzne dla tego typu konstrukcji wzmocnienia. Do newralgicznych obszarów należy zaliczyć pas stępkowy, pas stewy dziobowej oraz rufowej. W przypadku dużych jednostek kadłub „skleja” się z dwóch połówek, gdzie specjalna technika laminowania zapewnia 100% grubszą warstwę zbrojenia w wymienionych miejscach. Przy konstrukcji małych kadłubów warstwy maty z lewej oraz prawej burty nakłada się na siebie, przez co wzdłuż osi diametralnej tworzy się gruby pas stępkowy o podwyższonej wytrzymałości. Podobną technikę stosuje się w miejscu połączenia kadłuba z zewnętrznym balastem. Na etapie projektowania określa się wymaganą masę zbrojenia dla poszczególnych elementów. Dotyczy to szczególnie pokładu, w którym występuje wiele otworów oraz miejsc obciążanych punktowo, jak np. obszar mocowania podwięzi wantowych i elementów utrzymujących olinowanie stałe. Niekiedy w obszarach, gdzie przykręcany jest osprzęt, jak np. knagi, wlaminowuje się od wewnątrz pokładu 10 mm sklejkę. Kluczowym elementem wywierającym szczególny nacisk na konstrukcję kadłuba jest maszt. Bezpośrednio pod nim stosuje się wzmocnienia w postaci np. pilersu, wstawek sklejkowych bądź grodzi. Ponadto pokład powinien charakteryzować się odpowiednio wysoką sztywnością. Uzyskuje się to np. poprzez nadawanie odpowiedniej krzywizny dużym płaskim powierzchniom. Niekiedy niezbędne jest zastosowanie pokładników oraz wzdłużników pokładowych.
Ze względu na wysoką gładkość kadłubów laminatowych, powierzchnie, po których porusza się załoga, muszą zostać pokryte warstwami antypoślizgowymi. Realizowane mogą być one poprzez wykonane w formie wyżłobienia, naklejane warstwy specjalnego tworzywa lub nałożenie rzadkiej szpachlówki.
Istotną rolę w kadłubach masywnych odgrywają komory wypornościowe, nadające jednostce pływalność na wypadek wywrotki i wypełnienia jachtu wodą. Zazwyczaj są to puste, szczelnie zamykane przestrzenie, niekiedy wypełnione piankami.

### Kadłub przekładkowy
Konstrukcja kadłuba przekładkowego polega na zastosowaniu rdzenia pokrytego z obu stron laminatem. W ten sposób naprężenia rozciągające oraz ściskające przenoszone są przez zewnętrzne warstwy, natomiast rdzeń zapobiega ścinaniu. Koncepcja ta pozwala na uzyskanie stosunku wytrzymałości mechanicznej materiału do jego ciężaru kilkudziesięciokrotnie większego niż w przypadku kadłubów stalowych. Zastosowanie techniki przekładkowej umożliwia zredukowanie elementów szkieletu, niekiedy nawet jedynie do grodzi lub półgrodzi. Jako przykład konstrukcji bezwręgowej może posłużyć jacht Vendredi, zbudowany na regaty samotników w 1972 r. i mierzący 39,1 m długości. Ta szybko rozwijająca się technika dostarczyła rozwiązań pod wieloma nazwami handlowymi, jak np. c-flex, plasticell, będącymi gotowymi materiałami ze sztywnych zbrojeń powleczonych laminatami. W ogólności poszycia przekładkowe można sklasyfikować ze względu na wykorzystany w nich rdzeń. I tak najpopularniejsze rozwiązania to: rdzeń z tworzyw komórkowych oraz drewniany.
Ideą rdzeni z tworzyw komórkowych jest wykorzystanie materiału z przestrzeniami wypełnionymi powietrzem. W tym celu stosuje się pianki o średniej zawartości gazu 60-95% oraz koncepcje komórkowe naśladujące budową plaster miodu. W przypadku pianek masa właściwa zawiera się w przedziale 16–1120 kg/m3. Wraz ze wzrostem gęstości rośnie wytrzymałość mechaniczna, natomiast maleją własności termo- i fonoizolacyjne. Rodzaj użytego materiału pianki determinuje natomiast własności termoizolacyjne, elektryczne oraz tzw. odporność starzeniową. Do konstrukcji kadłubów poniżej 25 m długości najczęściej stosuje się pianki z polichlorku winylu (PCW). Dla jednostek dłuższych materiał wzmocniony jest dodatkowo zbrojeniem.
Wykorzystanie drewna jako rdzenia w poszyciu przekładkowym jest jedną z trzech najpopularniejszych metod amatorskiej konstrukcji jachtów. Wiąże się ona jednak z wieloma problemami. Do głównych należy zaliczyć deformację drewna pod wpływem wilgoci, czego skutkiem jest delaminacja włókna szklanego. Między innymi z tego powodu jako rdzeń stosuje się zazwyczaj sklejkę, rzadziej poszycie słomkowe. Rdzeń laminuje się tkaniną pod kątem 45 stopni względem płaszczyzny symetrii. W ten sposób uzyskuje się dość gruby, lekki kadłub o wysokiej wytrzymałości mechanicznej. Interesującym rozwiązaniem jest zastosowanie kolejno trzech warstw o wzrastającej wytrzymałości balsy, drewna i laminatu. Powoduje to znaczne zmniejszenie ciężaru kadłuba.

### Kadłub dwupowłokowy
Częstym rozwiązaniem jest konstrukcja kadłuba z dwóch odrębnych powłok: zewnętrznej i wewnętrznej. Obydwie formuje się w całości z kopyta, a następnie łączy. Część zewnętrzna nadaje kształt kadłubowi, wewnętrzna natomiast stanowi pokład, zabudowę wnętrza itp. Technikę tę powszechnie stosuje się w małych jednostkach otwartopokładowych oraz kabinowych o długości do ok. 18 m. Przykładem jest łódź klasy DZ. Powłoki mogą być łączone przy pomocy rodzaju rusztu, wręgów ramowych lub poprzez strefowe klejenie. Niekiedy pomiędzy powłokami stosuje się wypełnienie piankami poliuretanowymi, co stanowi dodatkową wyporność i uniemożliwia gromadzenie się wody w pustych przestrzeniach.

## Kadłub z tworzyw sztucznych
Początek wykorzystania tworzyw sztucznych do budowy kadłubów szacuje się na początek lat 60. XX wieku. Wtedy po raz pierwszy zastosowano polistyren, nazywany popularnie styropianem. Charakteryzuje się on niewielką gęstością 35 kg/m3, dobrą odpornością mechaniczną, wysoką termoizolacyjnością oraz łatwą obróbką. Posiada jednak istotne wady, do których należy zaliczyć łatwopalność i niską odporność chemiczna m.in. na olej, ropę, aceton. Z tego powodu jest on mało trwały i w celu jego wzmocnienia stosuje się farby poliwinylowe lub epoksydowe bądź też laminowanie żywicą epoksydową z cienką warstwą włókna szklanego. Ten materiał wykorzystuje się głównie do budowy małych jednostek wiosłowych bądź motorowych. Pierwsze polskie kadłuby tego typu powstały w 1974 r. Należą do nich Beza oraz Ptyś zaprojektowane przez J. Szajkowskiego i R. Cygielskiego.
Innymi tworzywami sztucznymi stosowanymi do produkcji kadłubów są ABS, polietylen, polipropylen. Charakteryzują się dużo większą odpornością chemiczną niż polistyren, niewielkim ciężarem, odpornością na ścieranie. Do głównych wad należy wysoka elastyczność, którą zmniejsza się poprzez fałdowanie powierzchni dna. Kadłuby z tworzyw sztucznych składają się z dwóch powłok, łączonych na burtach przez spawanie gorącym powietrzem. Pustą przestrzeń zazwyczaj wypełnia się pianką poliuretanową.

## Kadłub metalowy
Metale są drugim po laminatach najpopularniejszym materiałem konstrukcyjnym jednostek pływających. Pierwszym jachtem o kadłubie ze stali niklowanej był Independence zwodowany w 1901 r. Kolebką stoczni produkujących stalowe kadłuby jest Holandia kultywująca charakterystyczne pękate kształty łodzi. Polskie stocznie korzystają ze stali jako materiału konstrukcyjnego od lat 50. Do najbardziej znanych projektów zalicza się serię typu J-140, do której należy m.in. s/y Śmiały, czy s/y Jurand. Przed II wojną światową poszycie wykonywano metodą nitowania arkuszy blachy. Technika ta została wyparta przez połączenia spawane. Jedynym w Polsce jachtem o kadłubie nitowanym jest s/y India. W ogólności kadłuby metalowe można podzielić na wykonane ze stali i różnych jej gatunków oraz stopów lekkich (głównie aluminium).

### Spawany kadłub stalowy

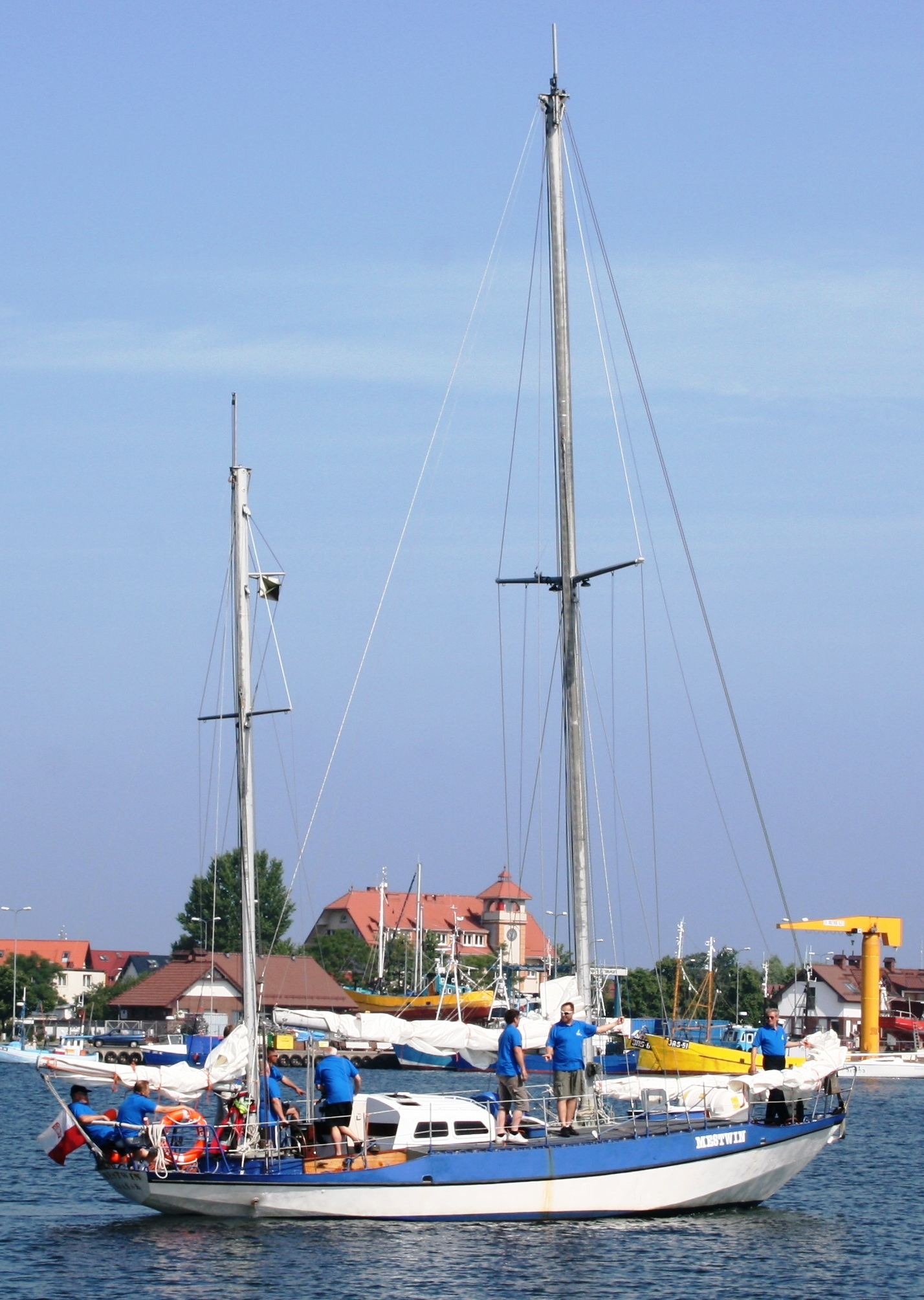
Mestwin – jacht typu J-80 o stalowym, spawanym kadłubie.

Najczęściej stosowanym gatunkiem stali w konstrukcji poszycia kadłuba jest stal niestopowa. Do osprzętu jak np. knagi, kluzy, okucia wykorzystuje się stal kwasoodporną z grupy austenitów. Wykonanie kadłuba ze stali bardziej technologicznie przypomina tradycyjną konstrukcję z drewna, niż laminatową. Montaż poszycia może odbywać się w konfiguracji do góry dnem bądź stępką do dołu. W pierwszej kolejności układa się przygotowane ramy wręgowe stanowiące szkielet. Następnie odpowiednio wycięte arkusze blachy łączone są spawami z elementami szkieletu. Połączenia pomocnicze wykonywane są od wewnątrz, natomiast ostateczne spawanie zapewniającą szczelność i wytrzymałość mechaniczną kadłuba przeprowadza się na zewnętrznej stronie poszycia. Znacznym ograniczeniem jest fakt, że blacha stalowa daje się wyginać, podobnie jak sklejka, tylko w jednej płaszczyźnie. Z tego powodu najłatwiej wykonuje się kadłuby o kształtach powstałych w wyniku przecięcia powierzchni walcowych lub stożkowych. W ten sposób uzyskuje się poszycie typu sharpie lub skipjack. Istotną zaletą jest brak konieczności trasowania. Gotowe elementy o zadanych wymiarach można uzyskać bezpośrednio od producenta materiału. Szacuje się, że przy amatorskim szkutnictwie, wykonanie kadłuba stalowego przez trzy osoby pracujące popołudniami, zajmuje około pół roku. Niezbędne do tego są narzędzia do obróbki blachy, takie jak giętarki, nożyce, spawarka. Zaleca się, aby ostateczne połączenia spawane zlecić profesjonalnemu spawaczowi, ze względu na kluczowe znaczenie tych elementów dla wytrzymałości mechanicznej jachtu. Ostatnim etapem konstrukcji jest piaskowanie kadłuba i malowanie specjalnymi farbami antykorozyjnymi. Choć dobierane gatunki stali uważa się za odporne na korozję, występuje w nich tzw. korozja międzykrystaliczna. Powoduje ona osłabienie materiału na granicy kryształów tworzących stop, co nie jest widoczne gołym okiem.
Do głównych zalet kadłubów stalowych należy zaliczyć dużą wytrzymałość i łatwą konserwację. Stal jest powszechnie dostępnym materiałem i każde uszkodzenie może być w szybki i tani sposób naprawione. Znaczącą wadę stanowi tendencja do trwałego odkształcania się w wyniku uderzeń. Poza tym stal ulega korozji (szczególnie nasilonej w wodzie morskiej) oraz wykazuje zmęczenie materiału po długotrwałej eksploatacji.
Stal jest powszechnie wykorzystywana do budowania dużych statków pasażerskich, frachtowców itp. Proces konstrukcji dużych kadłubów w stoczni jest odmienny, niż w przypadku małych jednostek. Produkcją kadłuba w stoczni zajmuje się wyspecjalizowany wydział nazywany kadłubownią. Budowa kadłuba składa się z 3 podstawowych etapów:
- prefabrykacji sekcji kadłuba
- montażu sekcji w bloki
- łączenia bloków

#### Prefabrykacja sekcji kadłuba

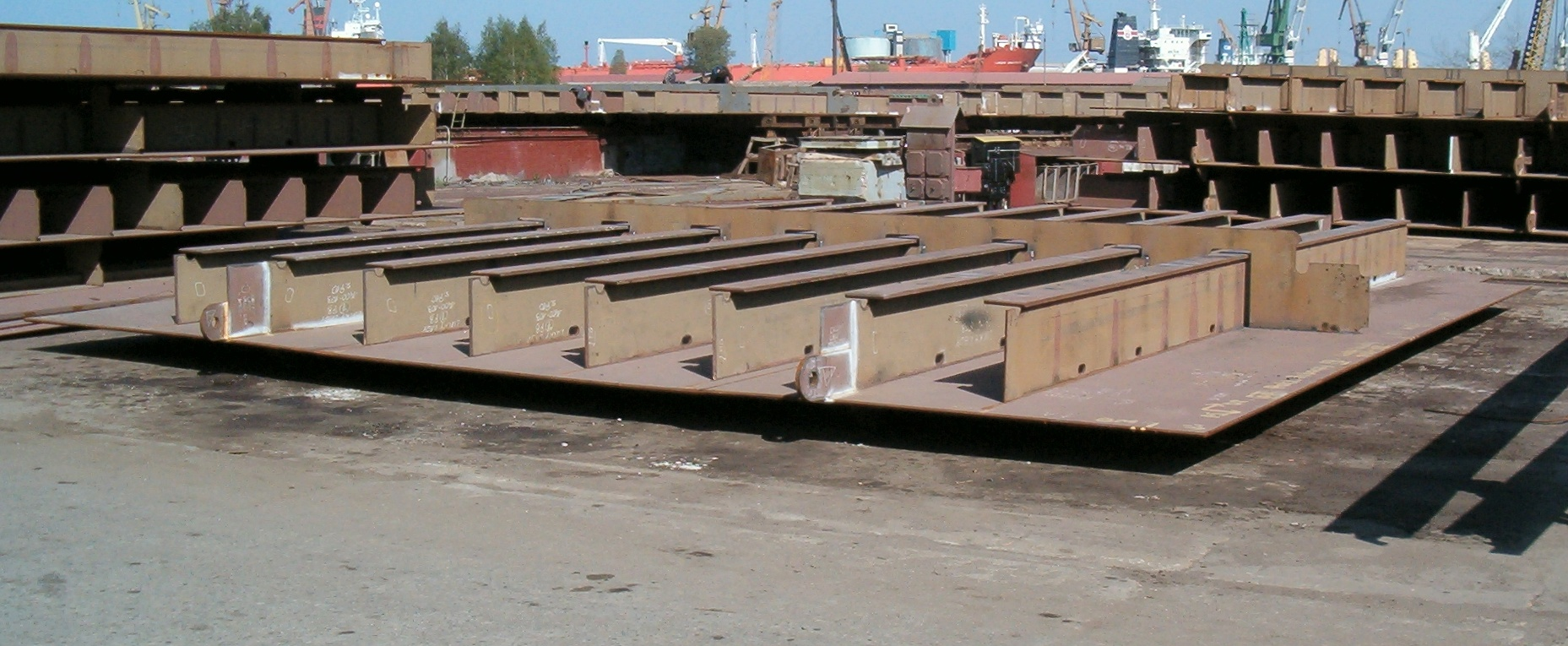
Sekcja płaska kadłuba na placu montażowym.

Sekcje montowane są z blach i kształtowników po wcześniejszym ich natrasowaniu i wycięciu (wypaleniu) według kart wykroju (bazujących na dokumentacji technologicznej) oraz ewentualnie gięciu.
Sekcje mogą przybierać formy:
- płatowe
  - płaskie
  - gięte
- przestrzenne

Montaż w sekcje polega na łączeniu płaskich elementów w większe płaty poprzez sczepianie (spawanie punktowe), a następnie spawanie jedno- lub dwustronne. Kolejną fazą jest montaż usztywnień odbywający się podobnie jak w przypadku płatów blach. Często wykorzystywane są tzw. łoża montażowe gwarantujące zachowanie kształtu sekcji narzuconego przez projekt.

#### Montaż sekcji w bloki

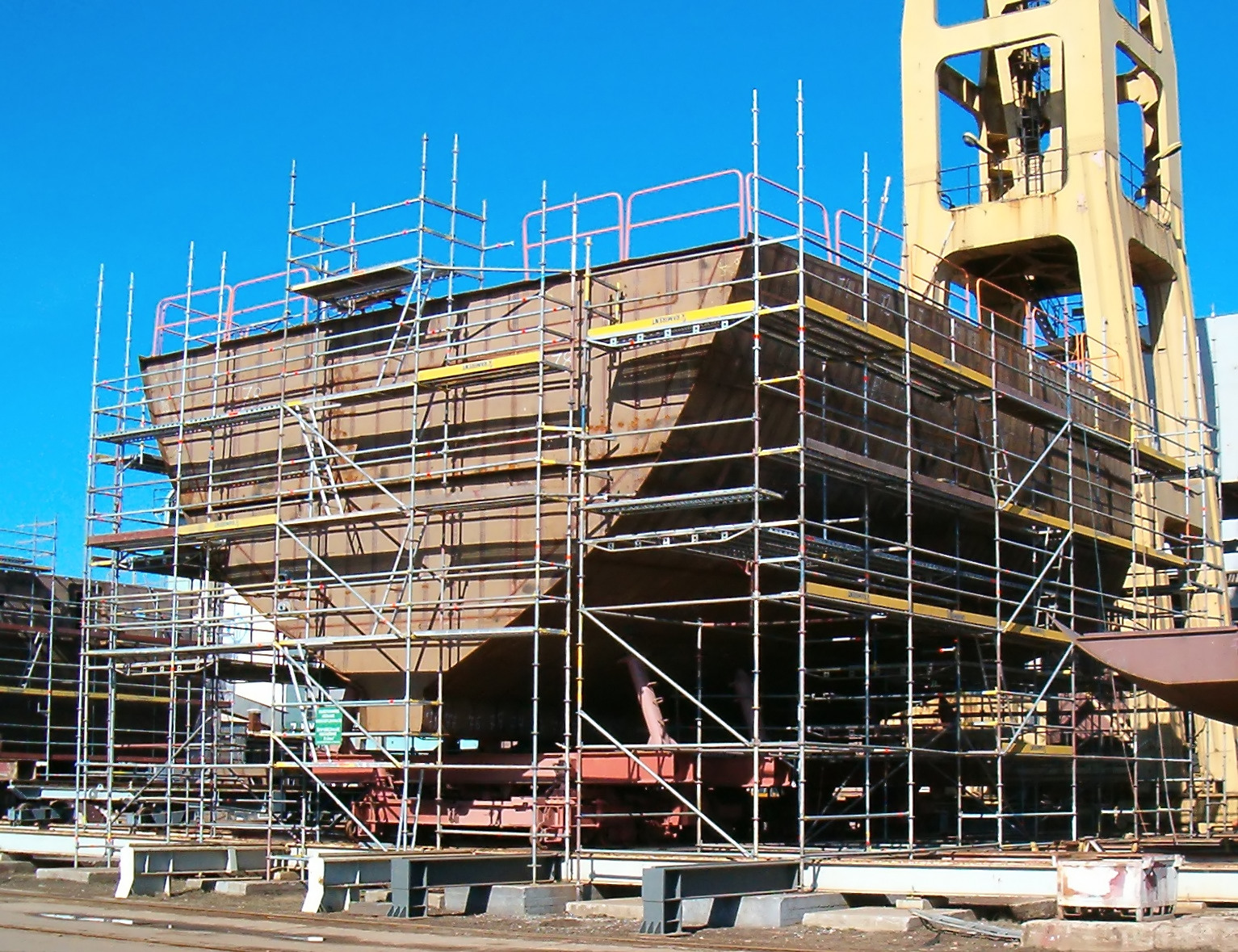
Budowa bloku kadłuba statku w Stoczni Północnej.

Gotowe sekcje łączone są w bloki, których wymiary zwykle wynoszą do 20x20 m, natomiast ich masa osiąga od 20 do kilkuset ton. Blokowy system budowy statku skraca czas konturowania jednostki oraz zapewnia lepsze wykorzystanie pochylni lub doku, gdyż montaż bloków nie odbywa się na wyżej wymienionych a w halach montażowych. Inną korzyścią montażu w halach jest osiągnięcie lepszej jakości i poprawy warunków pracy poprzez ograniczenie wpływu czynników atmosferycznych.

#### Łączenie bloków

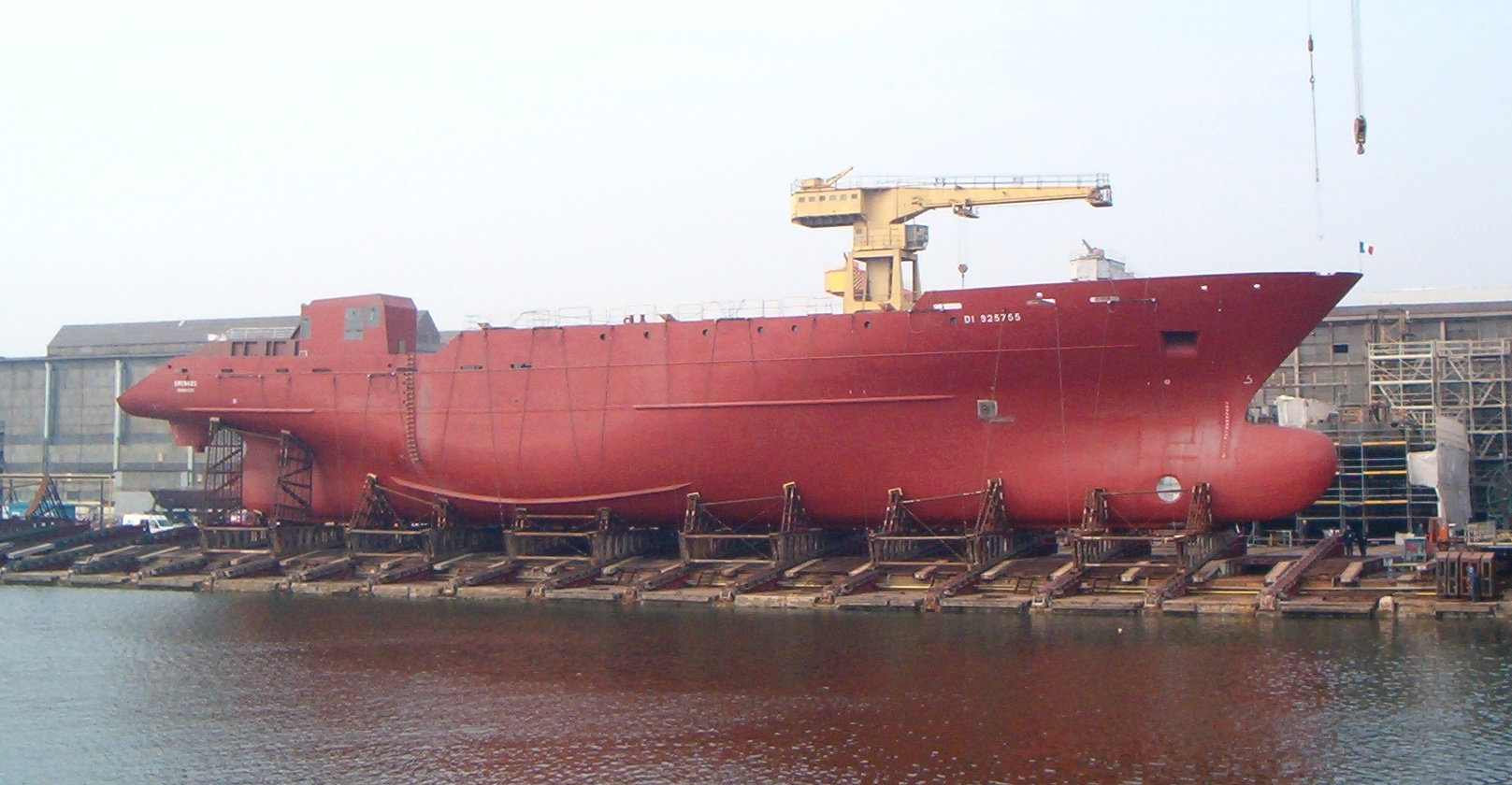
Przygotowany do wodowania kadłub na pochylni bocznej.

Bloki transportowane są na pochylnię lub do doku. Transport może być realizowany poprzez suwnice lub pojazdy kołowe przystosowane do przewożenia wielkogabarytowych bloków. Kolejność montażu zależna jest od przyjętej technologii, której wybór wynika z rozmiarów jednostki. Jednym ze sposobów łączenia bloków jest zastosowanie „zasady piramidy”, polegającej na rozpoczęciu montażu od środkowego dolnego bloku, a następnie równoczesnym dołączaniu kolejnych w obu kierunkach (dziobu i rufy).
W przypadku dużych jednostek nawodnych, ze względu na konstrukcję, można wyróżnić dwa rodzaje kadłuba:
- kadłub pojedynczy – konstrukcja składająca się z usztywnień wykonanych z kształtowników i jednej warstwy poszycia.
- kadłub podwójny – konstrukcja występująca na statkach stalowych, gdzie kadłub przyjmuje formę płaskich komór wodoszczelnych, rozciągających się na niemalże całej długości statku (pomiędzy grodziami zderzeniowymi na dziobie i rufie) lub w określonych rejonach statku. W eksploatacji powszechne są jednostki jedynie z podwójnym dnem. Czasami także, dla poprawienia stateczności statku (w szczególności pasażerskiego), montuje się sponsony – konstrukcję z dodatkowym poszyciem, zwiększającą szerokość jednostki. Wiele państw (np. kraje Unii Europejskiej, Stany Zjednoczone) wymaga podwójnego kadłuba od wszystkich tankowców wpływających do ich portów.

Ze stali wykonywane są również kadłuby okrętów podwodnych. Można w ich konstrukcji wyróżnić:
- kadłub mocny – nazywany także szczelnym, sztywnym lub naciskotrwałym. Stanowi podstawową konstrukcję okrętu podwodnego dostosowaną do pracy na głębokości eksploatacyjnej. Mieści w sobie pomieszczenia załogi, wszystkie urządzenia i mechanizmy. Jego wnętrze podzielone jest na przedziały oddzielone wodoszczelnymi grodziami o wytrzymałości odpowiadającej wytrzymałości kadłuba. Wykonany jest z wysoce wytrzymałej stali o wysokiej granicy plastyczności. Jego konstrukcja projektowana jest z uwzględnieniem współczynnika bezpieczeństwa w przedziale 1,5-2,5.
- kadłub lekki – jest konstrukcją zamocowaną na kadłubie mocnym okrętu podwodnego, a jego podstawową funkcją jest nadanie okrętowi kształtu zapewniającego lepsze warunki żeglugi podczas pływania w stanie wynurzenia. Może otaczać kadłub mocny całkowicie (okręt dwukadłubowy) lub częściowo (np. w górnej części lub po bokach w przypadku okrętu półtorakadłubowego lub na dziobie i rufie w przypadku okrętu jednokadłubowego). Przestrzenie burtowe między kadłubami lekkim i mocnym podzielone są na przedziały i pełnią funkcję zbiorników balastowych lub paliwowych. Wymagania wytrzymałościowe stawiane kadłubowi lekkiemu w rejonie dziobu i rufy nie są tak rygorystyczne, jak ma to miejsce w przypadku kadłuba mocnego, gdyż z uwagi na nieszczelność i swobodny dopływ wody z otoczenia, ciśnienie panujące z obu stron kadłuba jest identyczne.

### Kadłub ze stopów aluminium

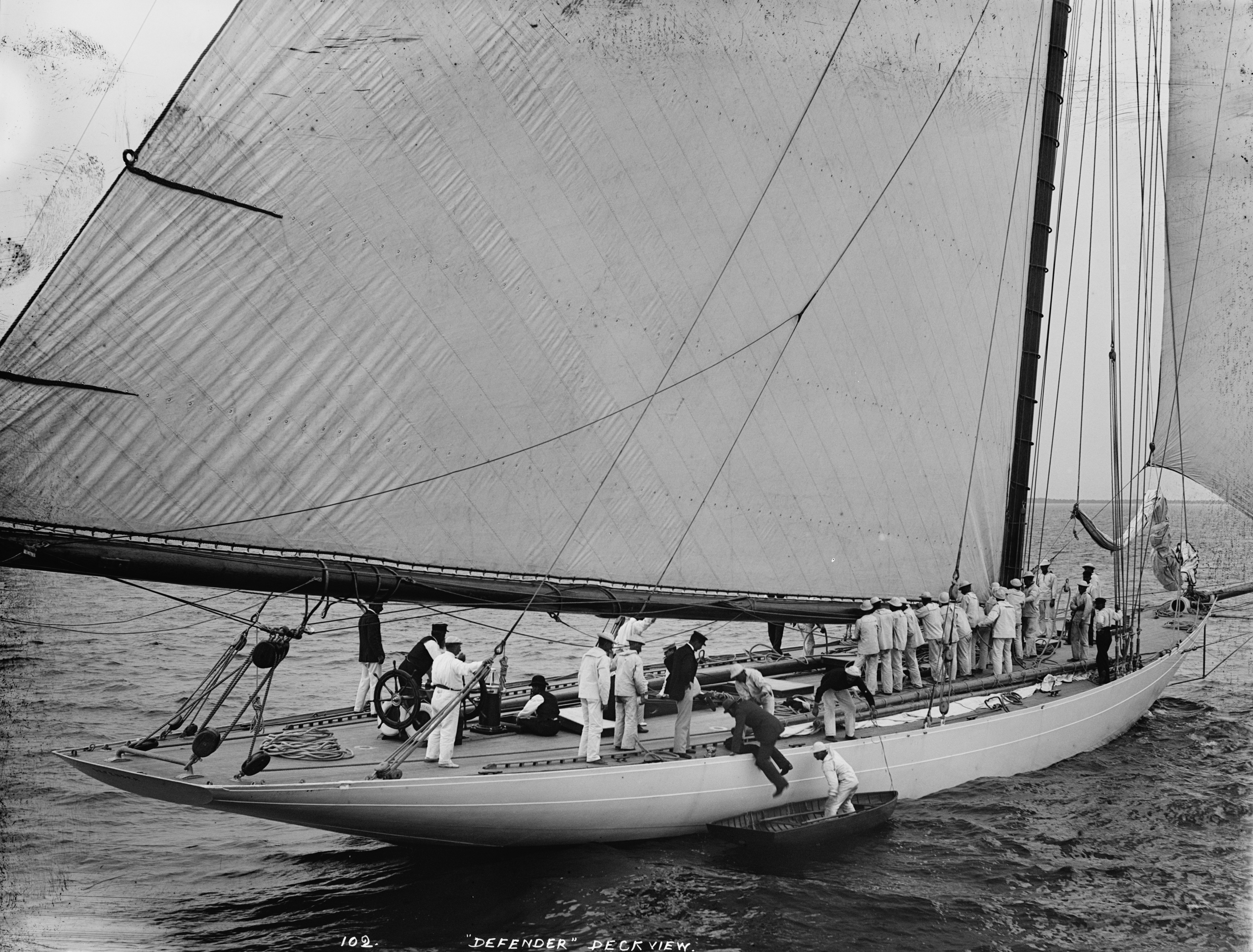
Defender – pierwszy jacht o kadłubie wykonanym ze stopu metali lekkich

Pierwszą jednostką z kadłubem ze stopu metali lekkich był zaprojektowany w 1895 r. jacht Defender. Ze względu na silną korozję elektrochemiczną uległ on niemalże całkowitemu zniszczeniu. Kolejne próby wykorzystania tego materiału podjęto dopiero w latach 30. XX wieku wraz z wynalezieniem stopu aluminium-magnez nierdzewnego w środowisku wody morskiej. Wzrost zainteresowania tym surowcem nastąpił po opanowaniu techniki spawania aluminium (lata 50.). Stał się on na tyle popularny, że zmodyfikowano przepisy Regat o Puchar Ameryki i dopuszczono do wyścigu łodzie o kadłubach z metali lekkich. Okazało się, że niejednokrotnie deklasowały one podobne jednostki drewniane. Współcześnie wykorzystuje się dwie rodziny stopów:
- aluminium-magnez (hydronalium) – niski ciężar właściwy, dużą wytrzymałość mechaniczna, odporność na korozję w wodzie morskiej, łatwa spawalność oraz mniejsza niż w przypadku stali tendencja do porastania organizmami żywymi w części podwodnej kadłuba.
- aluminium-magnez-krzem (antykorodal) – mniejsza gęstość niż hydronalium, większa wytrzymałość na rozciąganie.

Kadłuby ze stopów aluminium znajdują zastosowanie głównie w jachtach regatowych. Wynika to ze skomplikowanego procesu produkcji i potrzeby zatrudnienia wykwalifikowanego personelu. Obróbka stopów metali lekkich wymaga specjalistycznych narzędzi i nie jest tak łatwa jak w przypadku stali. Standardowo wykorzystuje się blachę o grubości 4,5 – 15 mm. Konstrukcja szkieletu wymaga gęsto ułożonych wręgów (w odstępach ok. 40 cm). Proces technologiczny jest analogiczny do tego z zastosowaniem stali.
Do głównych wad stopów aluminium należy zaliczyć wysoką cenę materiału. W latach 70. w Polsce powstał projekt konstrukcji dwóch jachtów z kadłubami aluminiowymi, niestety nie został zrealizowany.

### Korozja elektrochemiczna

Uproszczony szereg napięciowy metali przedstawiający odporność na korozje w wodzie morskiej.

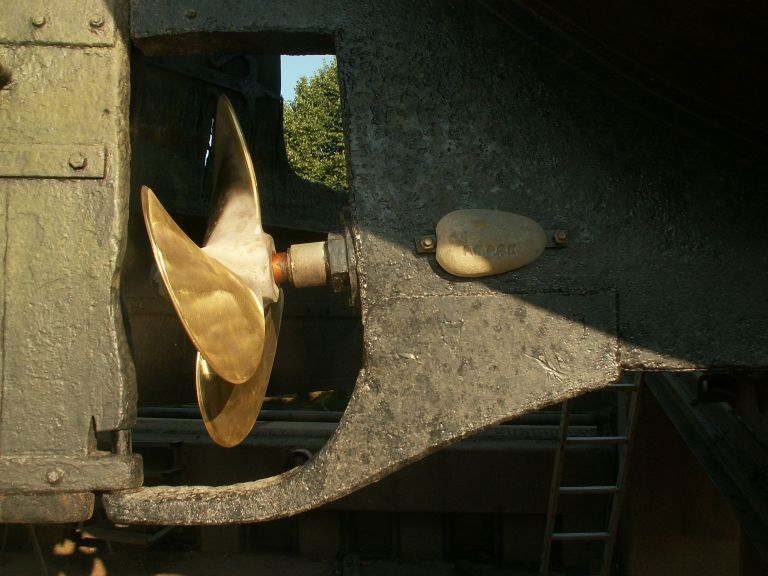
Anoda cynkowa umieszczona na stalowym kadłubie.

Istotną wadą kadłubów wykonanych z metali jest ich tendencja do korodowania. Największe zagrożenie dla poszycia stanowi tzw. korozja elektrochemiczna. Jest to proces, w wyniku którego powstaje różnica potencjałów elektrycznych i przepływ prądu w elektrolicie (wodzie). Każdy element kadłuba zawierający żelazo ulega utlenianiu, co powoduje trwałe uszkodzenie materiału. W celu spowolnienia tego procesu stosuje się tzw. ochronę katodową opartą na zjawisku polaryzacji katodowej. Na elementach ulegających korozji umieszcza się anody wykonane z metalu o niższym potencjale elektrochemicznym. Np. na kadłubie aluminiowym umieszcza się anody cynkowe. Ich celem jest dostarczenie elektronów, które uwalniają się z atomów żelaza w wyniku utleniania. W przypadku niedostarczenia brakujących ładunków, wbudowywana jest w ich miejsce grupa OH tworząc rdzę Fe(OH)3. W przypadku stosowania ochrony elektrochemicznej, korozji ulega anoda, którą należy wymieniać po zużyciu. Anody umieszczane są na kadłubie, płetwach sterowych, wałach śruby silnika i wszystkich innych metalowych elementach zanurzonych w wodzie. Dodatkowo stosuje się farby epoksydowe i przeciwporostowe, by uniemożliwić kontakt metali z wodą.

## Kadłub siatkobetonowy
Po raz pierwszy beton zastosowano do budowy kadłuba jachtu w 1850 r. we Francji. Jednostka została zaprojektowana przez Lambota, wynalazcę techniki żelbetowej i okazała się niezwykle udanym egzemplarzem. Służyła przez 90 lat. Początki seryjnej produkcji jachtów z tego materiału datuje się na lata 60. XX wieku. W skład siatkobetonu wchodzą: cement, siatki, plastyfikatory, drut, rury, stal zbrojeniowa oraz woda. Wytrzymałość materiału determinują takie cechy jak grubość warstwy cementu, gęstość i rodzaj stosowanej siatki, wytrzymałość mechaniczna drutu oraz technika konstrukcji. Przyjmuje się, że optymalny współczynnik powierzchni jednostkowej to 2–3 cm2/cm3. Określa on powierzchnie siatki w objętości materiału. Istnieją trzy główne techniki konstrukcji kadłubów siatkobetonowych: stępką do góry z wykorzystaniem kopyta, stępką do dołu bez kopyta oraz z zastosowaniem ram kratowych.

### Stępką do góry z wykorzystaniem kopyta
Technika ta zakłada wykorzystanie formy, którą wykłada się warstwą izolacyjną. Na jej dnie układa się siatki w taki sposób, aby kolejne warstwy krzyżowały się. Następnie łączy się je drutem. Stępkę stanowi rura lub pręt. Wzdłuż burt również mocuje się rury wzmacniające. Po przygotowaniu zbrojenia formę zalewa się betonem. Po 7-10 dniach konstrukcję się odwraca i dokonuje montażu elementów wewnętrznych.

### Stępką do dołu bez kopyta
W tej metodzie kadłub zorientowany jest stępką do dołu. W pierwszej kolejności powstaje szkielet z rur przy zachowaniu rozstawu elementów nie większego niż 20–40 cm. Konstrukcja szkieletu jest spawana. Następnie układa się warstwy siatki i całość zalewa betonem od strony wewnętrznej.

### Z zastosowaniem ram kratowych
Technika ta uznawana jest za jedną z optymalnych. Polega na zastosowaniu specjalnych ram kratowych i procesie konstrukcyjnym analogicznym jak w przypadku metody stępką do dołu. Istotną rolę odgrywa kolejność montowania elementów szkieletu. Najpierw wykonuje się wręgi, następnie stępkę, wzdłużniki i resztę.
Od 15 maja 1985 r. Polski Rejestr Statków nie nadzoruje jednostek z kadłubem siatkobetonowym. Decyzja ta została podjęta po konsultacji z Lloyd's Register of Shipping. Jednym z powodów była niemożliwość jednoznacznego potwierdzenia jakości uzyskanej konstrukcji. Dostarczane próbki cementu nie determinowały ostatecznej wytrzymałości kadłuba, gdyż na tę ostatnią mają wpływ m.in. takie czynniki jak dokładność procesu budowy. W celu przeprowadzenia rzetelnej oceny wymagana byłaby nieustanna obecność inspektora przy konstrukcji. Ponadto na rynku brakowało dobrych jakościowo materiałów w postaci cementu oraz drutów zbrojeniowych.
Odrębną klasę stanowią kadłuby szkłocementowe. Są to konstrukcje z siatkobetonu wzbogaconego o włókna szklane, alkalioodporne. Ze względu na brak źródeł tych włókien w Polsce, konstrukcje szkłocementowe nie powstają na terenie kraju. Jest to jeden z najrzadziej stosowanych materiałów.

## Trzy strefy pracy kadłuba
Ze względu na warunki eksploatacji kadłuba, można go podzielić na następujące części:
- część podwodna (podwodzie) – nazywana czasami kadłubem żywym.
- pas zmiennego zanurzenia – część kadłuba, która ze względu na zmieniające się środowisko pracy (woda morska – powietrze) jest najbardziej narażona na korozję.
- część nadwodna

Rozróżnienie na strefy może mieć znaczenie w konstrukcji kadłuba (grubość blachy poszycia, liczba i rodzaj usztywnień). Również przy konserwacji kadłuba stosuje się farby przystosowane do charakterystyki pracy w każdej ze stref.